# Вуса у стилі «зубна щітка»

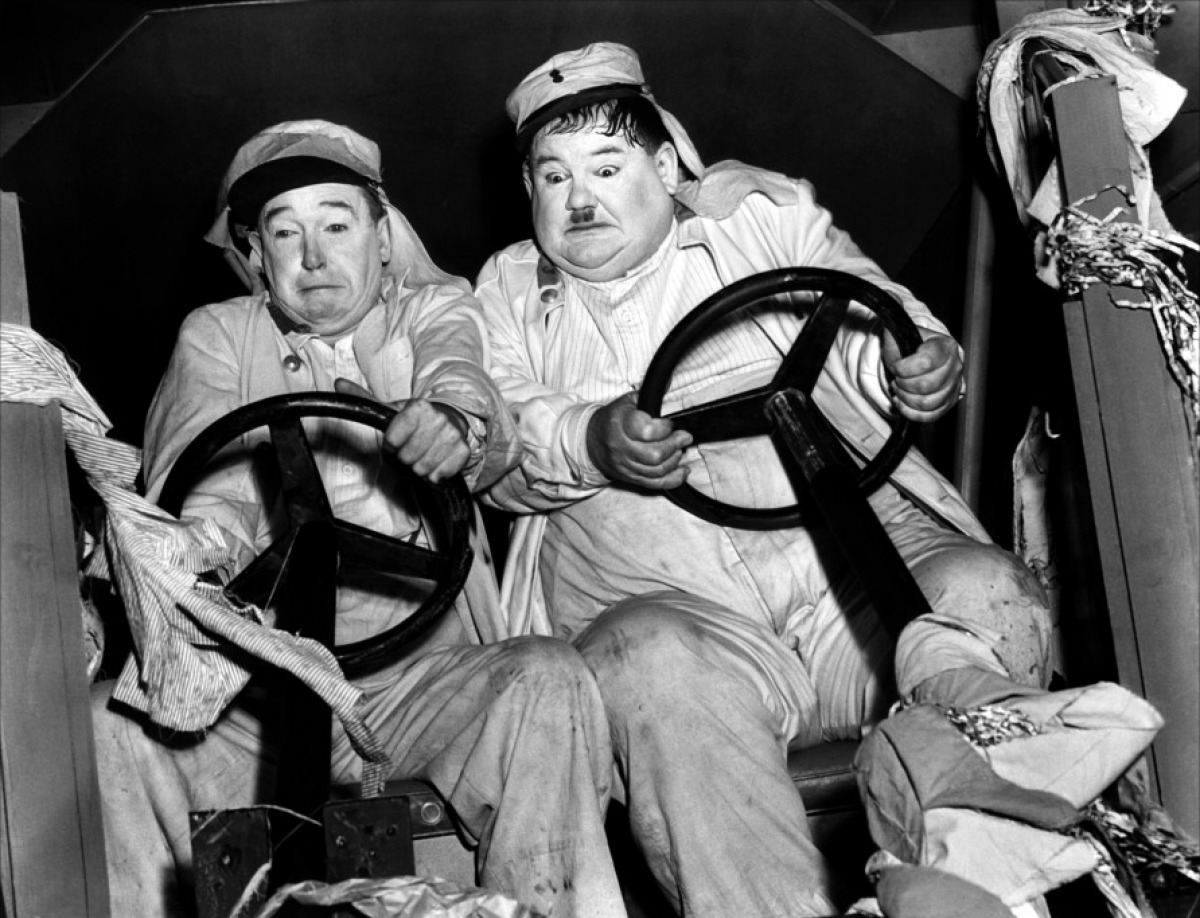
Олівер Харді (з правого боку) з вусами у стилі зубна щітка.

Вуса у стилі «зубна щітка» — вид вусів, який набув популярності в 19 ст. в Європі і США. Став невідємною частиною Другої Світової війни через те, що їх носив Адольф Гітлер. Після війни популярність різко спала. Для того щоб відростити вуса у стилі «зубна щітка» необхідно раз в 3-4 дні збривати щетину, при цьому залишаючи 3-4 сантиметрову невиголену доріжку чітко під носом.

## В Сполучених Штатах

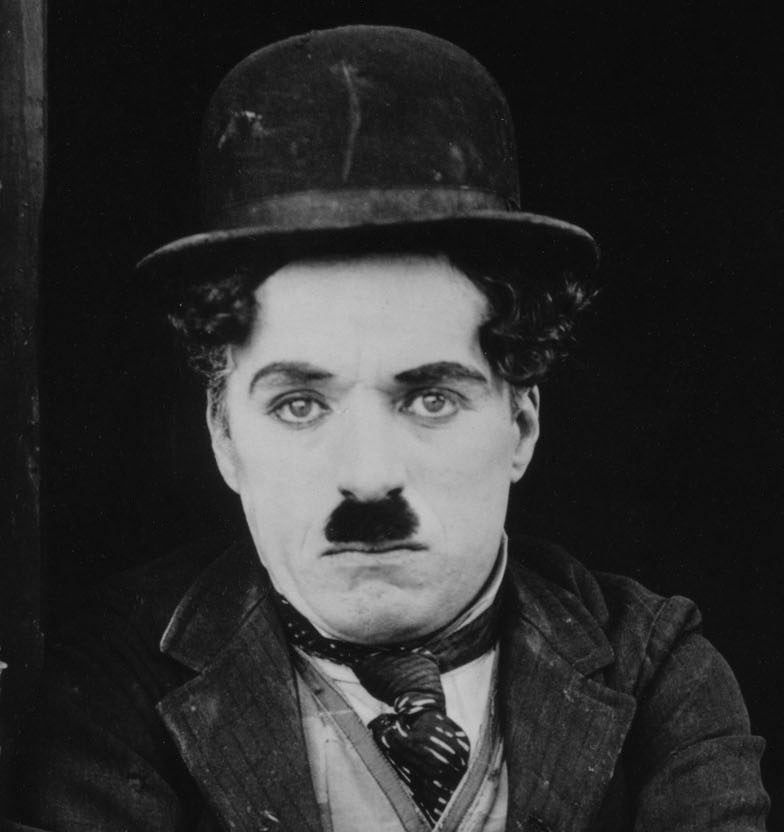
Чарлі Чаплін і його вуса у стилі «зубна щітка».

Набув популярності в 19 ст. Після початку індустріалізації постала потреба в заміні таким занадто пишним вусам на кшталт Імперські вуса, Моржові, Підкова або Олівець. Їх як правило носила інтелігенція але аж ніяк не простий робітник. Тому з'явилися вуса у стилі зубна щітка — охайні і практичні.
Найвідоміша людина, яка носила такі вуса — Чарлі Чаплін. Вперше його побачили з вусами у стилі зубна щітка в 1914 році у фільмі Мака Сеннета. У інтерв'ю в 1939 році він заявив, що такі вуса допомагають йому виражати свої емоції і підкреслюють його комедійну натуру.

## В Німеччині

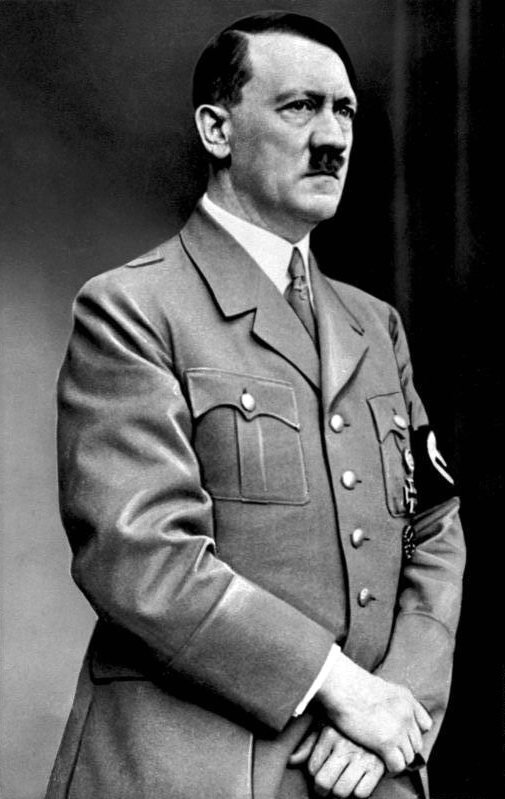
Адольф Гітлер.

В Німеччину цей стиль потрапив після приїзду американців. Такі вуса припали до душі німцям. Наприклад Ганс Каппен, герой німецького народу у 1908 році на відомих перегонах New York to Paris Race брав участь з такими вусами. Кеппена описали як «Шість футів у висоту, худий, але в той же час спортивної статури, з вусиками, які характерні для людей свого класу, він виглядає ідеальним представником молодого прусського гвардійця». На фотографії 1918 року зображено Вільгельма III з вусами у стилі «зубна щітка».
В Європі найвідоміший власник вусів у стилі зубна щітка був Адольф Гітлер. В молодості він носив так звані вуса Кайзера, про що свідчать фотографії тих років. Одноголосної згоди щодо того, коли Гітлер почав носити вуса у стилі «зубна щітка», немає. Олександр Моріц Фрея, який служив з Гітлером під час Першої Світової війни сказав, що йому наказали збрити свої «вуса Кайзера» через те, що вони заважали носити протигаз. Рон Розенбаум, відомий історик заявив що Гітлер не зрізав свої вуса до закінчення Першої Світової війни.

## Після закінчення Другої Світової війни

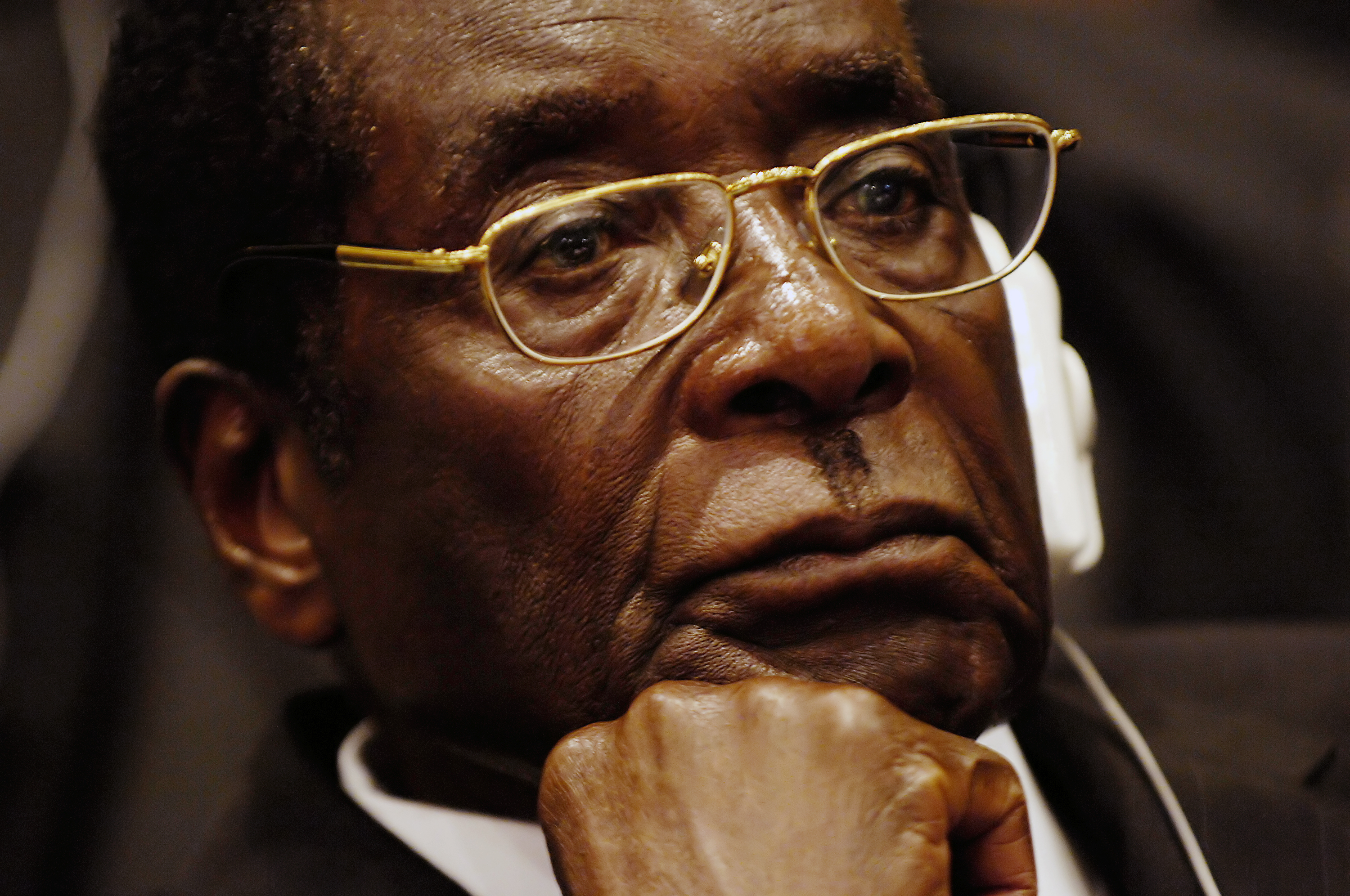
Роберт Мугабе з модифікацією вусів у стилі «зубна щітка»

Після закінчення війни вуса впали у немилість у всього світу, оскільки вони асоціювалися з Адольфом Гітлером. Вони навіть отримали назву — «вуса Гітлера».
Стів Дітко, відомий художник коміксів наділив свого героя Джей Джона Джеймсона такими вусиками. З моменту створення коміксів Людина-павук Джеймсон незмінно з'являвся з вусами у стилі щітки.
В 2009 році британський комедіант Річард Геррінг створив шоу під назвою «Вуса Гітлера». Під час шоу він обговорював широкі питання такого типу як фашизм і Національна Партія Британії.
У травні 2010 року колишня зірка баскетболу Майкл Джордан з'явився на публіці з вусами у стилі «зубна щітка». Реакція з боку преси і громадськості була однозначно несхвальною. Друг Джордана Чарльз Барклі сказав: «Я маю визнати, що я не знаю, що, чорт забирай, він думав, коли зробив це». Після цього він більше не з'являвся з вусами у стилі зубна щітка.
Також такі вуса носив радянський компартійний та військовий діяч Василь Мжаванадзе.

## Відомі персони з вусами у стилі «зубна щітка»
- Александров Олександр Васильович
- Баграмян Іван Христофорович
- Чарлі Чаплін
- Йозеф Дітріх
- Леві Ешкол
- Генріх Гіммлер
- Адольф Гітлер
- Карпов Володимир Васильович
- Фрідріх Кельнер
- Еріх Кох
- Коное Фумімаро
- Кривошеїн Семен Мойсейович
- Роберт Мугабе
- Джуліус Ньєрере
- Джордж Орвелл
- Юліус Рааб
- Лотар Рендуліч
- Ернст Рем
- Іцхак Шамір
- Юліус Штрайхер
- Герд фон Рундштедт
- Ягода Генріх Григорович
- Жуков Георгій Костянтинович
- Микола Хвильовий